# Mermero
Mermero, (greco, Μέρμερος), figura mitologica dell'Iliade (XIV, v. 513), fu un guerriero troiano.
Mermero fu ucciso e spogliato delle armi dall'acheo Antiloco. Falche, un altro guerriero troiano, ebbe la stessa sorte di Mermero nella medesima azione bellica.
()